# Ça les dérange
Ça les dérange – singel francuskiej piosenkarki Vitai z gościnnym udziałem Jula wydany 2 maja 2016 roku.

## Lista utworów
- Digital download (2 maja 2016)[1]

1. „Ça les dérange” (feat. Jul) – 3:03

## Produkcja
Singel został wyprodukowany przez Johna Mamanna i High P.

## Teledysk
Teledysk do utworu został opublikowany 16 czerwca 2016 roku.

## Pozycje na listach
| Kraj    | Lista (2016)    | Najwyższa pozycja |
| ------- | --------------- | ----------------- |
| Francja | Top 200 Singles | 11                |